# Mar Corrente
Mar Corrente é um filme de drama produzido no Brasil dirigido por Luiz Paulino dos Santos e lançado em 1967.

## Elenco
- Odete Lara[2] ...Helena
- Paulo Autran[2] ...Bruno
- Rosita Tomaz Lopes[2] ...Vera
- Antonio Pitanga[2] ...Luís
- Oduvaldo Viana Filho[2] ...Clóvis
- Maria Lúcia Dahl[2] ...Atriz
- Norma Bengell[2] ...cantora
- Zé Keti[2] ...Sambista
- Hélio Rocha[2] ...Fernando